# Frances Bean Cobain
Frances Bean Cobain (Los Ángeles, 18 de agosto de 1992) es una artista visual estadounidense. Es conocida por ser la única hija del vocalista de Nirvana, Kurt Cobain, y de la líder de Hole, Courtney Love.

## Primeros años
Frances Bean Cobain nació en Los Ángeles, el 18 de agosto de 1992, siendo la única hija del publicitado y complicado matrimonio entre Kurt Cobain (Nirvana) y Courtney Love (Hole). A los pocos días de nacer, amenazaron con alejarla de sus padres, ya que Love fue mal citada por la revista Vanity Fair, que publicó en una entrevista que ella había consumido drogas incluso cuando estaba embarazada. En septiembre de 1992, la pareja asistió a los MTV Video Music Awards 1992 donde negaron las acusaciones. Pero ese mismo año perdieron su custodia y Frances Bean se quedó con su tía, la hermana de Love. Tras varios controles, en 1993 recuperaron la custodia de Frances, pero Cobain y Love recayeron en la heroína. El 1 de abril de 1994, fue la última vez en que Frances Bean vio a su padre, en un centro de rehabilitación en Los Ángeles. Esa noche Kurt se escapó de allí y fue encontrado el 8 de abril de 1994 muerto con una herida provocada con una escopeta. Su padrino es Michael Stipe (R.E.M.), y Drew Barrymore es su madrina. Al quedarse sola con su madre, fue testigo de sus recaídas constantes en la droga.
En agosto de 2006 fue fotografiada por la revista Elle vistiendo el famoso suéter y los pantalones de pijama de su padre como parte de un artículo en el cual los hijos de famosas estrellas de rock vestían prendas de sus padres. Ella explicó "Vestí sus pijamas porque en 1992 él se casó con mi madre en Hawái vistiéndolos, por lo que creí que sería adorable si los vistiese hoy. ¡Él era demasiado perezoso como para usar un esmoquin y se casó en pijama!".

## Matrimonio
En junio de 2014, Cobain contrajo matrimonio con Isaiah Silva –cantante y guitarrista del grupo de Los Ángeles The Eeries. Sin embargo el 23 de marzo de 2016 anunció que había empezado sus trámites de divorcio.
Mantuvo una relación desde enero de 2017 hasta junio de 2018 con Matthew Cook, vocalista y guitarrista del grupo The Ceremonies.
En octubre de 2023 se casó con Riley Hawk, hijo del skateboarder Tony Hawk. En septiembre de 2024 tuvieron su primer hijo, Ronin Walker Cobain Hawk.

## Carrera

### Arte
En julio de 2010, Cobain presentó una colección de sus obras de arte titulada "Scumfuck" bajo el seudónimo de "Fiddle Tim" en la Galería La Luz de Jesús en Los Ángeles. Tuvo varias oportunidades de trabajar en el cine, la más prometedora era actuar de Bella en Crepúsculo, pero la rechazó. En esos tiempos, Courtney Love volvió a perder su custodia, ya que tenía una mala relación con su hija.
El 4 de agosto de 2012 Cobain participó de una exposición grupal titulada "LA MiXTAPE" utilizando su propio nombre. Los artistas debían elegir una canción por la cual debían ser inspirados a crear. Frances eligió la canción "Black" de la banda escocesa de rock alternativo The Jesus and Mary Chain. La mezcla eléctrica de canciones estuvo disponible en formato digital en iTunes.
El 30 de octubre de 2012 Cobain anunció que su primera exposición solista tendría lugar en febrero y sería posibilitada por la artista y cantante Jessicka.

### Otros trabajos
Según la revista Rolling Stone, el título y la portada del box set de 2005, Sliver: The Best of the Box, fueron elegidos por Cobain.
Cobain trabajó como pasante de Rolling Stone de junio a agosto de 2008.
Cobain apareció como vocalista invitada en la canción My Space del álbum Evelyn Evelyn de Evelyn Evelyn, que fue lanzado el 30 de marzo de 2010. Amanda Palmer de Evelyn Evelyn aclaró que Cobain fue una de unos 20 artistas que cantaron la misma línea y cuyas voces fueron mezcladas en la grabación.
Cobain ha presentado una colección de autorretratos en los que aparece con la misma ropa que su padre Kurt llevó en el MTV Unplugged, bajo el título de "Me, Myself & My Grungephone". A principios de 2015, se reencontró con su madre Courtney Love en la premier del documental Kurt Cobain: Montage Of Heck, demostrando una reconciliación y su participación produciendo un documental sobre su difunto padre.